# Philodryas argentea
Philodryas argentea är en ormart som beskrevs av Daudin 1803. Philodryas argentea ingår i släktet Philodryas och familjen snokar. Inga underarter finns listade i Catalogue of Life.
Arten förekommer i Sydamerika från Colombia och Venezuela söderut till Bolivia och centrala Brasilien (delstaten Pará). Honor lägger ägg.